# Maura Carolina López Riveros
Maura Carolina López Riveros, es una profesora e investigadora chilena especializada en literatura inglesa y norteamericana. Es académica en la Universidad de Playa Ancha, donde ejerce como directora del Departamento de Humanidades en el Campus San Felipe y como coordinadora de la carrera de Pedagogía en Inglés.

## Formación Académica
López Riveros obtuvo el título de profesora de inglés en la Universidad de Playa Ancha en 2005. En 2011, completó un Magíster en Literatura con mención en Literatura Inglesa y Norteamericana en la misma universidad. Desde 2020, es estudiante del programa doctoral en Lenguas Modernas: investigación en lingüística, literatura, cultura y traducción, en la Universidad de Alcalá, España.

## Trayectoria Académica
Desde 2016, se desempeña como coordinadora académica de la carrera de Pedagogía en Inglés en el Campus San Felipe de la Universidad de Playa Ancha. Además, dirige el Departamento de Humanidades en el mismo campus desde 2019. Su docencia se ha centrado en asignaturas de literatura inglesa, multiculturalidad y teatro, entre otras.
Ha dirigido varias tesis de pregrado y participa activamente en actividades de investigación y actualización académica. Entre sus contribuciones destacan análisis literarios sobre temas como la deshumanización, el abuso y la identidad en obras de autores como Edgar Allan Poe, Mary Shelley y Khaled Hosseini.

## Proyectos destacados
Lideró proyectos educativos y comunitarios, como la "Incubadora Universitaria", enfocado en la educación infantil en San Felipe. También participó en programas piloto de enseñanza temprana del inglés.